# Albero di mezzana

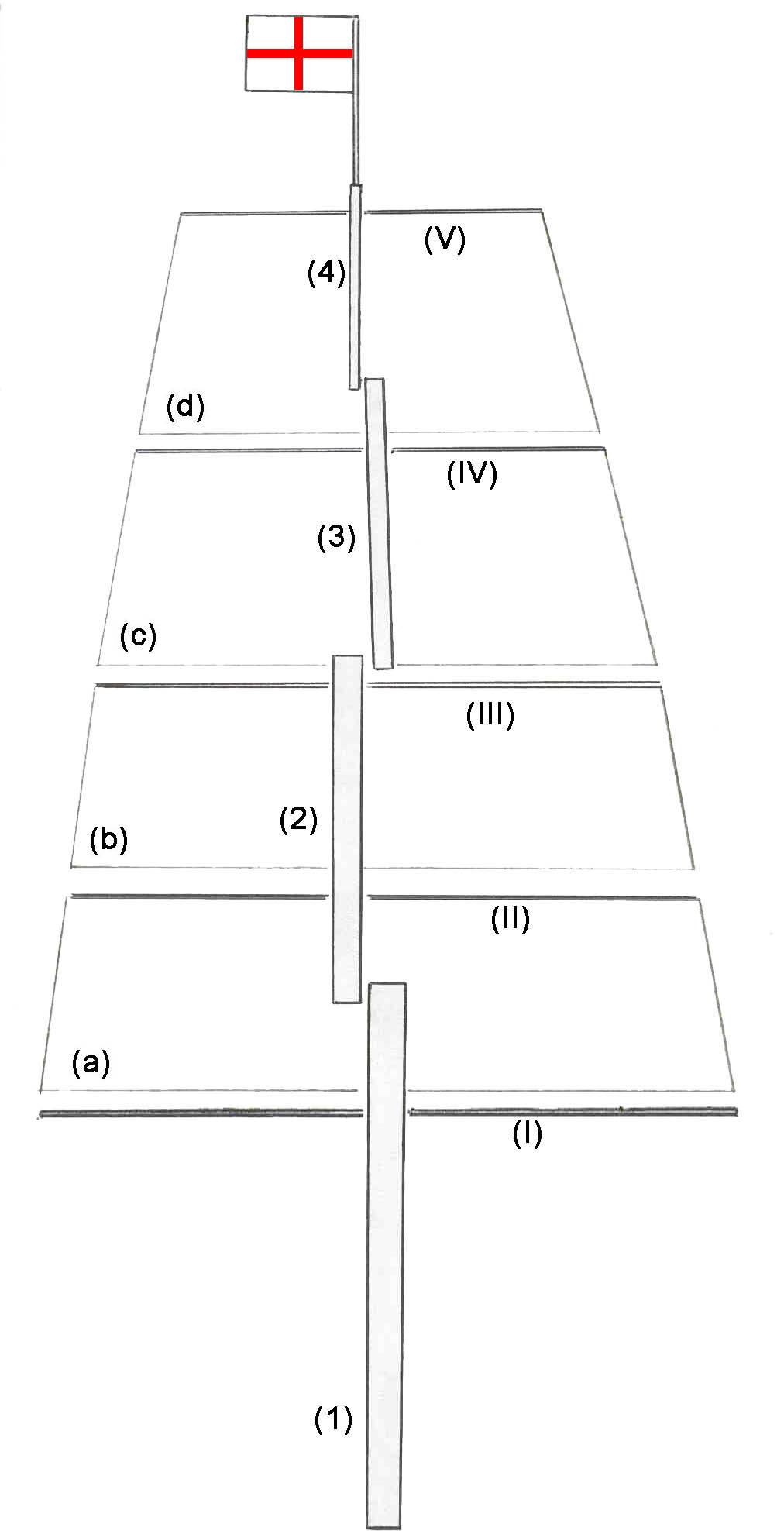
Schema di un albero di mezzana generico

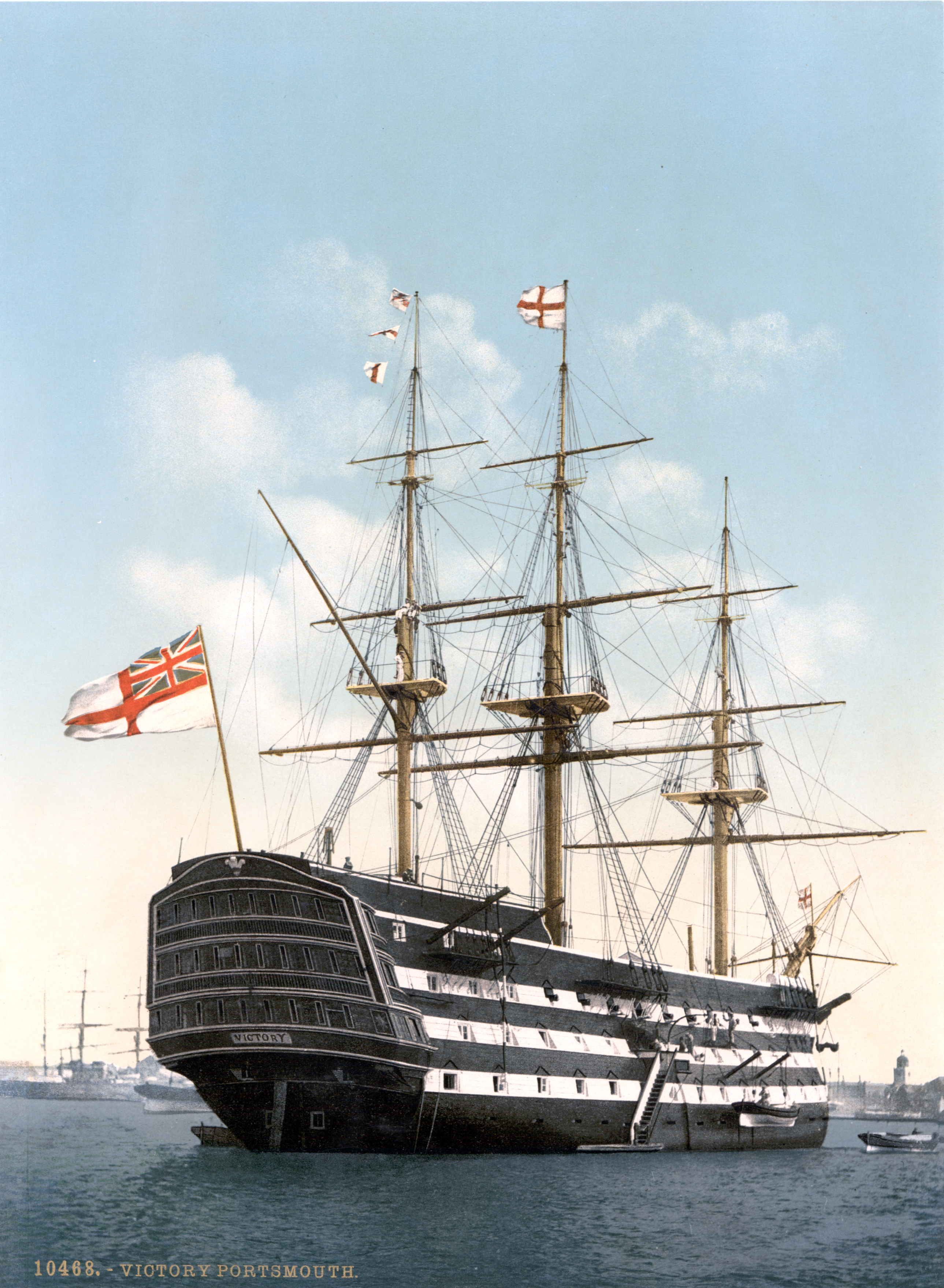
Il vascello britannico HMS Victory alla fonda a Portsmouth: l'albero di mezzana sta a poppa (a sinistra)

L'albero di mezzana è l'albero situato a poppavia dell'albero di maestra.
Solitamente è costituito da quattro parti ben distinte; partendo dal basso si ha:
- Fuso maggiore di mezzana (1)
- Albero di contromezzana (2)
- Alberetto di belvedere (3)
- Alberetto di controbelvedere (4)

In corrispondenza delle specifiche zone dell'albero appena descritte si trovano i rispettivi pennoni (più uno volante); partendo sempre dal basso:
- Pennone di mezzana (I)
- Pennone di bassa contromezzana (II)
- Pennone di contromezzana volante (III)
- Pennone di belvedere (IV)
- Pennone di controbelvedere (V)

I nomi delle vele inferite sull'albero di mezzana prendono il nome dai rispettivi pennoni:
- Bassa contromezzana (a)
- Contromezzana volante (b)
- Belvedere (c)
- Controbelvedere (d)

Si noti che, a differenza degli altri alberi (maestra e trinchetto), l'albero di mezzana ha la sua parte inferiore (fuso maggiore di mezzana) senza vele inferite. Questo perché, essendo a ridosso del cassero, ne avrebbe intralciato l'area.